# Альмонте, Хуан
Хуа́н Непомусе́но Альмо́нте (исп. Juan Nepomuceno Almonte, 15 мая 1803 — 21 мая 1869) — мексиканский политический и государственный деятель XIX века, дипломат, военный. В 1860-х годах Альмонте возглавлял мексиканскую консервативную партию и некоторое время служил наместником вплоть до установления Наполеоном III Второй Мексиканской империи.

## Ранние годы
Альмонте родился в Нокупетаро, район Каракуаро в штате Мичоакан. Его отцом считался Хосе Мария Морелос, католический священник, возглавлявший повстанцев в мексиканской войне за независимость в период с 1811 по 1815 год. Его мать, Бригида Альмонте, была чистокровной индианкой. В 1815 году Альмонте был отправлен в Новый Орлеан, где он получил образование и научился свободно говорить по-английски. Обучение он совмещал с работой клерком у торговцев скобяными товарами «Puech & Bein». Дальнейшее пребывание в Соединённых Штатах было прервано, когда 22 декабря 1815 года его отец был казнён в Сан-Кристобаль-Экатепек.
Между 1822 и 1824 годом, Альмонте входил в окружение повстанческого лидера в Техасе — Хосе Феликса Треспаласиоса, а потом был отправлен в Лондон в составе мексиканской делегации. Там он помогал полномочному представителю Хосе Мариано Мичелене в ведении переговоров по настраиванию коммерческих и добрососедских связей с Англией. Это было первое соглашение Мексики как самостоятельной, независимой нации. В 1830 году, являясь депутатом мексиканского конгресса, Альмонте привлёк к себе внимание властей как издатель газеты «El Atleta». Он обвинял президента Анастасио Бустаманте в потворстве иностранному вмешательству в национальные интересы. 16 апреля 1830 года правительство выписало ордер на арест Альмонте. Он был вынужден искать убежище в Новом Орлеане, а его газета закрылась из-за больших штрафов, наложенных администрацией Бустаманте. Позднее Бустаманте переменил мнение и назначил Альмонте секретарём чрезвычайного дипломатического представительства Мексики, в Перу, в 1831 году. Его новой задачей было представлять Мексику в республиках Южной Америки и Бразильской империи. В 1840 году Альмонте женился на Долорес Кесаде, у них родилась дочь — Гуадалупе.

## Техасская революция
В 1834 году вице-президент Валентин Гомес Фариас отправил Альмонте и полковника Хосе Мария Диас Норьегу в инспекционную поездку по Техасу, для сбора сведений о сложившейся там ситуации и о возможных путях её развития. В конце января 1836 года он был определён адъютантом президенту Мексики Антонио Лопесу де Санта-Анне и сопровождал его в походе в Техас, с тем, чтобы подавить там восстание.
Санта-Анна направил свою армию в Сан-Антонио-де-Бехар, где небольшая группа техасцев укрепилась в бывшей испанской миссии Аламо. После того как мексиканская армия окружила город, техасский командующий Джеймс Боуи отправил своего эмиссара Грина Б. Джеймсона на переговоры к Санта-Анне. Вместо этого, с Джеймсоном беседовал Альмонте. Согласно записям его дневника, техасцы просили о почётной капитуляции, но Альмонте, следуя приказам президента, отказал, сказав, что капитуляция должна быть только безоговорочной.
После падения Аламо, предположительно, Альмонте сыграл роль в спасении выжившей Сюзанны Дикинсон. По её воспоминаниям в некоторых интервью «мексиканский офицер вмешался», чтобы пощадить жизнь ей и её дочери. Этим офицером мог быть или английский наёмник Блэк или Альмонте. Также она сказала, что «во время её допроса Санта-Анной, Альмонте убедил его не отправлять её в тюрьму».
21 апреля 1836 года после разгромного поражения в битве при Сан-Хасинто Альмонте с остатками батальона Герреро сдаётся в плен Томасу Дж. Раску. Он возглавлял последний очаг сопротивления поверженной армии. На следующий день Санта-Анна был взят в плен. В качестве посредника и переводчика Альмонте присутствовал при заключении президента Мексики под стражу и последовал за ним в тюрьму на острове Галвестон. Затем их отконвоировали вверх по реке Бразос до плантации Фелпс, примерно в 30 милях от Веласко, где содержали в течение лета-осени 1836 года. Пока они там находились периодически циркулировали слухи о планах по освобождению узников. Когда же заговор был открыт, к ногам Альмонте и Санта-Анны были прикованы тяжёлое ядро и цепь на 52 и 53 дня соответственно. Наконец, благодаря содействию Стефена Остина и Сэма Хьюстона, Альмонте и Санта-Анна, в сопровождении техасского вице-президента Лоренцо де Савалы и Бэйли Хардемана, были отправлены в Вашингтон, где у них был ряд встреч с президентом США Эндрю Джексоном. После восьми дней в Вашингтоне, 31 января 1837 года они покинули Соединённые Штаты. В феврале вернулись в Мексику. К этому моменту Санта-Анна был смещён с поста президента Мексики и отправился в отставку. Альмонте, напротив, продолжил свою военную и дипломатическую карьеру, и даже был повышен в звании до дивизионного генерала. В конце 1837 года он публикует книгу по географии.

## Политическая деятельность

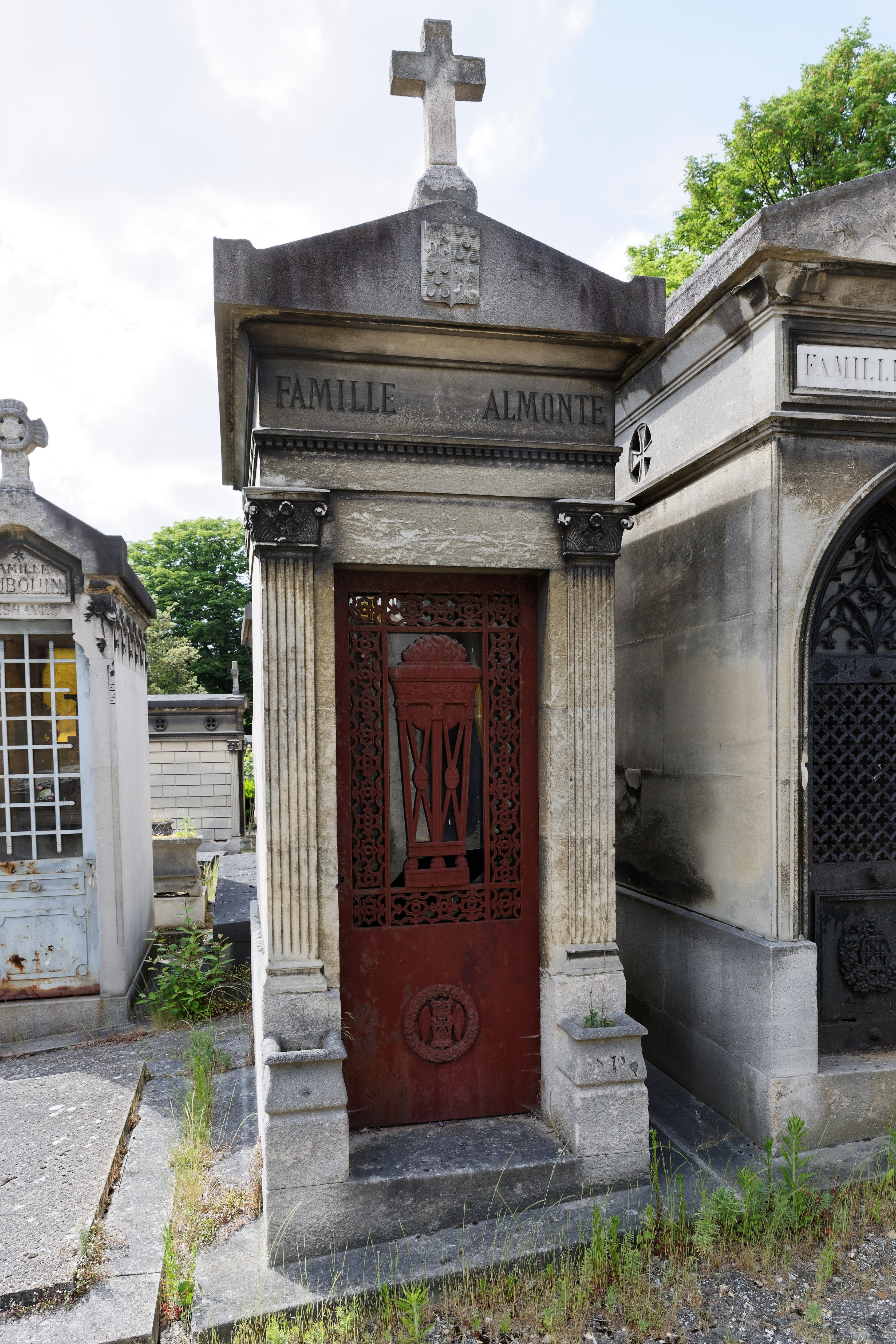
Могила Альмонте

В январе 1838 года Альмонте вошёл в состав Хунты Директивы, курировавшей военные училища государства. В марте 1838 года он был назначен секретарём в мексиканское посольство в Лондоне. В июне 1839 года возглавил посольство в Бельгии. С июля 1839 по октябрь 1841 был военным и военно-морским секретарём в правительстве президента Бустаманте. Позднее, при президенте Хосе Хоакин де Эррера, в 1841—1845 годах, служил послом Мексики в Вашингтоне. 
Сразу после аннексии Техаса Соединёнными Штатами, 6 марта Альмонте был отозван и вернулся в Веракрус. В конце года он поддержал восстание генерала Мариано Паредес-и-Аррильяги, который после прихода к власти утвердил его на посту военного министра. Однако вскоре, Альмонте отправился в рабочую поездку во Францию. Остановившись в Гаване, он встретился с генералом и экс-президентом в изгнании Санта-Анной, присоединяется к нему, и они вместе возвращаются в Мексику.
После начала американо-мексиканской войны, Хосе Мариано Салас, исполнявший обязанности президента, вновь назначил Альмонте военным министром. Его преемником в этой должности, после смены правительства, стал Валентин Каналисо. В феврале 1847 года, Альмонте и ещё несколько генералов предпринимают неудачную попытку переворота, стремясь свергнуть Валентина Гомеса Фариаса. После ареста заговорщики содержались под стражей в монастыре Тлателолько, что впрочем, продолжалось недолго — режим Фариаса пал.
После войны, в течение четырёх лет, он служил сенатором от штата Оахака, в период последнего президентства Санта-Анны был представителем Мексики в США. В 1856 году назначался послом в Англию, Францию и Испанию. Тот исторический период был отмечен особо острым противостоянием между партией либералов, находившейся у власти, и консервативной партией, к которой принадлежал Альмонте. Стремясь переломить существующую ситуацию, он оказался вовлечён в разработку планов о реставрации монархии в Мексике и подготовке иностранной интервенции. В Испании, в 1859 году, он подписывает пакт Монт-Альмонте, обещавший выплаты испанцам взамен на экономическую поддержку против Мексиканской либеральной партии. В 1861 году, после сильной внутренней борьбы президент от партии либералов Бенито Хуарес переизбирается на второй срок. 17 июля 1861 года из-за сложной экономической ситуации он утверждает постановление конгресса о приостановке на 2 года любых платежей по иностранным долгам. Это приводит к французской интервенции. Альмонте возвращается в Мексику вместе с французскими войсками. В марте 1862 года он прибывает в Веракрус. 10 июня 1863 года вместе с французами вступает в Мехико. Здесь, 23 июня, он становится президентом правительственной хунты, которая 10 июля меняет своё название на «Регентство Мексиканской империи», представляя тем самым интересы Максимилиана I. Вместе с этим, Альмонте принял на себя управление министерствами иностранных дел и финансов. После прибытия Максимилиана I в Мексику он передаёт бразды правления императору. В 1866 году Альмонте отправляется чрезвычайным послом во Францию, где и остаётся после падения монархии, проведя свои последние дни в изгнании.

## Наследие
В честь Альмонте был назван г. Олмонт в канадской провинции Онтарио (ныне включён в состав г. Миссисипи-Миллс).